# Shongololo-Express
Koordinaten: 25° 43′ 7,3″ S, 28° 11′ 20,4″ O
Der Shongololo-Express ist ein südafrikanischer Luxuszug, der seit 1995 in den  Ländern Namibia, Südafrika, Eswatini und Simbabwe sowie zeitweilig auch in Mosambik verkehrt. Der Hotelzug wurde 1951/52 gebaut und gehört seit 2016 zur Gruppe von Rovos Rail. Der Zug ist nach dem Doppelfüßer Shongololo benannt.
Der Zug bietet Platz für 72 Personen in verschiedenen Kabinenkategorien. Er verfügt zudem über einen Speisewagen, Observationswagen mit offenem Balkon, kleinem Laden und Raucherabteil.

## Strecken
Er fährt auf folgenden drei Strecken (Stand März 2019):
Strecke Good Hope (15 Tage)

(alle Stationen befinden sich, soweit nicht anders genannt, in Südafrika)
Pretoria – Nelspruit – Mpaka (Eswatini) – Hluhluwe – iSimangaliso – Durban – Spionkop – Bloemfontein – Kimberley – De Aar – Port Elizabeth – Knysna – Oudtshoorn – Worcester – Kapstadt
Strecke Southern Cross (12 Tage)

Simbabwe: Victoria Falls – Dete – Bulawayo – Dabuka – Rutenga – Südafrika: Hoedspruit – Malelane – Maputo (Mosambik) – Mpaka (Eswatini) – Nelspruit – Pretoria
Strecke Dune Express (12 Tage)

Südafrika: Pretoria – Kimberley – Upington – Namibia: Holoog – Lüderitz – Keetmanshoop – Mariental (Sossusvlei) – Windhoek – Walvis Bay (Swakopmund) – Otjiwarongo (Etosha-Nationalpark)